# Olívias na TV
Olívias na TV é um programa de televisão brasileiro, do gênero comédia produzido pelo canal Multishow. Criado pelo grupo de atrizes e humoristas As Olívias, apresenta diversos quadros (sketches) que satirizam aspectos da vida cotidiana com altas doses de humor nonsense. O programa estreou no dia 1 de junho de 2011,

## Elenco
- Cristiane Werson
- Marianna Armellini
- Renata Augusto
- Sheila Friedhofer
- Victor Bittow